# Herbert Leide
Herbert Leide (* 3. April 1930) ist ein ehemaliger Motorbootrennfahrer in der DDR.
Der Kfz-Meister Leide war mehrere Jahre lang als Helfer mit zu Motorbootrennen gefahren. 1956 startete er erstmals mit einem eigenen Boot mit Wartburg-Motor in der Klasse E 01 (Sportboote mit serienmäßigem Innenbordmotor bis 900 cm³). 1961 wechselte er in die schnellere Klasse OC (Rennboote mit Außenbordmotor bis 500 cm³). Als Spitzensportler konnte er auch an Rennen in der Bundesrepublik und im westlichen Ausland teilnehmen und sicherte sich dort einige seiner Erfolge. Dies änderte sich, seit die DDR ab 1972 die nichtolympischen Sportarten nicht mehr unterstützte. Ab 1973 ging Leide nicht mehr an den Start. Sein Sohn Frank, der 1972 ebenfalls mit dem Motorboot-Rennsport begonnen hatte, hörte 1974 ohne nennenswerte Erfolge bereits wieder auf.

## Erfolge
- 1958: Europameister Klasse E 01 in Dresden[2][3]
- 1958: Meister der DDR, Klasse E 01
- 1959: Meister der DDR, Klasse E 01
- 1965: Meister der DDR, Klasse OC
- 1967: Meister der DDR, Klasse OC
- 1968: Vizemeister der DDR, Klasse OC
- 1970: Vizemeister der DDR, Klasse OC
- 1971: Weltmeister Klasse OC in Antwerpen[4]
- 1971: Meister der DDR, Klasse OC